# Глайнштеттен
Глайнштеттен (нім. Gleinstätten) — ярмаркова громада в окрузі Лайбніц австрійської федеральної землі Штирія.
Адміністративна реформа Штирії 2015 року приєднала до Глайншаттена сусіднє поселення Пісторф. 

## Сусідні громади
| Санкт-Мартін-ім-Зульмталь | Санкт-Андре-Гех           |                  |
| Санкт-Мартін-ім-Зульмталь | Розташування              | Кіцек-ім-Заузаль |
| Обергаг                   | Санкт-Йоганн-ім-Заггуталь | Гроссклайн       |